# 石見空港道路
石見空港道路（いわみくうこうどうろ）は、島根県益田市飯田町から益田市高津町至る総延長1.0 kmの地域高規格道路である。

## 概要
山陰自動車道（益田道路）の萩・石見空港ICの出入口から石見空港（萩・石見空港）を結ぶ。

## 構成する道路
- 島根県道331号石見空港飯田線の一部区間
- 島根県道328号石見空港線の一部区間（重複区間）

## 歴史
- 1996年（平成8年）8月 ： 地域高規格道路に指定。
- 2007年（平成19年）3月24日 : 国道9号益田道路と接続。